# ハンス・フォン・グライフェンベルク
ハンス・フォン・グライフェンベルク(ドイツ語: Hans von Greiffenberg、1893年10月12日 - 1951年6月30日)は、ドイツの軍人。最終階級は陸軍歩兵大将。

## 生涯
第二次世界大戦では第12軍の参謀長を務め、騎士鉄十字章を受章した。
1945年5月、終戦によりアメリカ軍に捕らえられたが、1947年に解放された。

## 叙勲
- 鉄十字章
  - 二級鉄十字勲章1914年章
  - 一級鉄十字勲章1914年章
- 戦傷章
  - 戦傷章黒章
  - 戦傷章銀章
- 名誉十字章
- 鉄十字章略章
  - 二級鉄十字略章
  - 一級鉄十字略章
- 1941年/1942年東部戦線冬季戦記章
- ミハイ勇敢公勲章（英語版）
  - 3級ミハイ勇敢公勲章 (1943年3月19日)
- 騎士鉄十字章
  - 騎士鉄十字章 (1941年5月18日)[1]